# Michel Meynen
Michel Meynen (1952 - 2022) is een Belgisch filosoof, hij doceerde aan de Karel de Grote-Hogeschool te Antwerpen.